# Defenestration

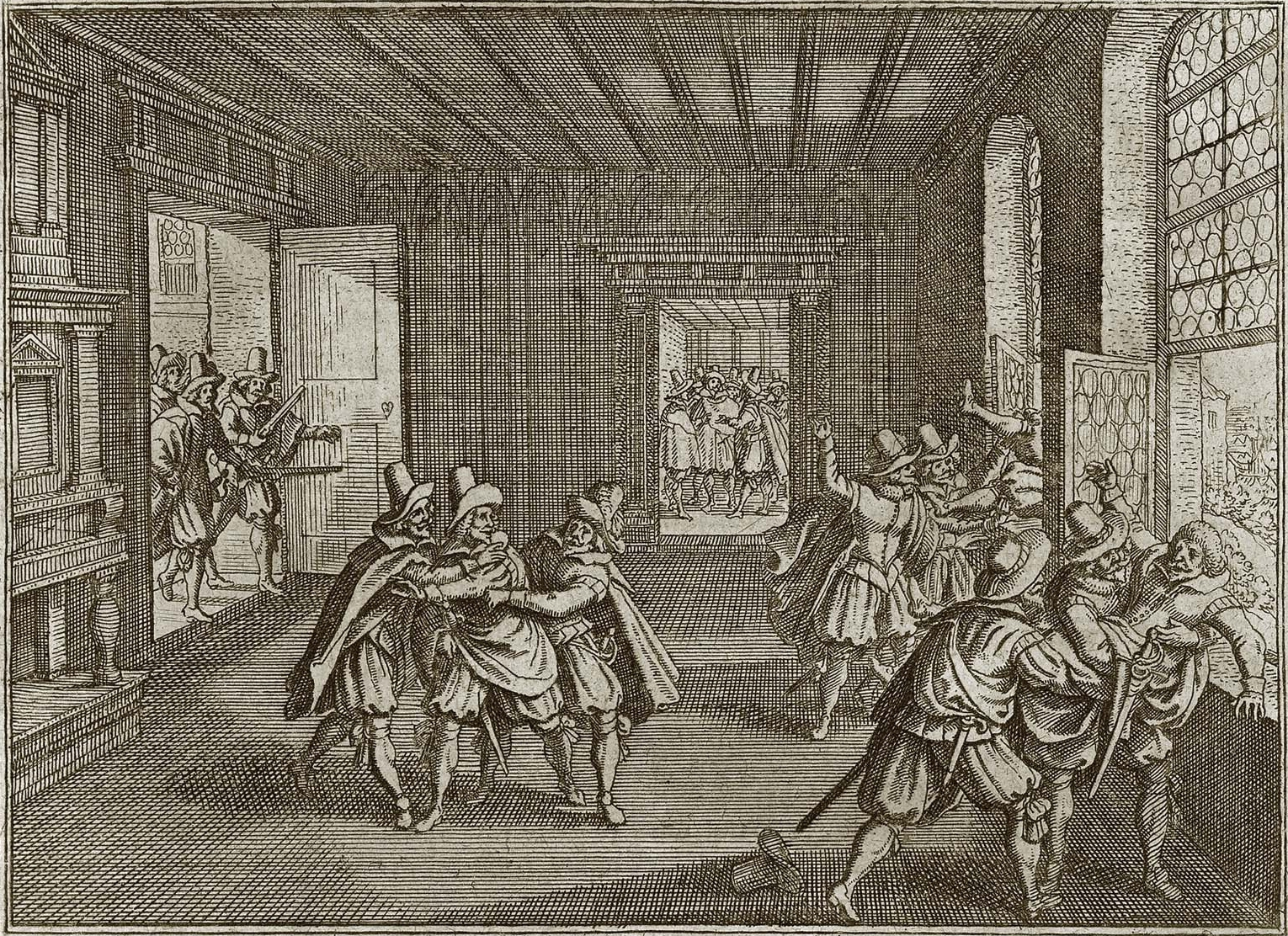
Der Prager Fenstersturz von 1618

Defenestration (lat. de „von … herab“ und fenestra „Fenster“) oder Fenstersturz bezeichnet das Hinausstürzen einer Person aus einem Fenster. Defenestrationen stellen eine Form der Gewalt dar, die zwischen Lynchjustiz (oft mit vorangehender formeller „Verurteilung“ durch die Ausführenden), Gottesurteil und gemeinschaftlich begangenem Mord steht.

## Historische Beispiele
Im Alten Testament wurde die verhasste Königin des Nordreichs Israel, Isebel, auf Veranlassung Jehus aus einem Fenster ihres Palasts in den Tod gestürzt.
Defenestrationen kamen im Mittelalter und in der Frühen Neuzeit vor, so 1419 der Erste Prager Fenstersturz zu Beginn der Hussitenkriege oder 1815 der Bamberger Fenstersturz des Marschalls Louis-Alexandre Berthier. Besonders bekannt ist der Zweite Prager Fenstersturz, der 1618 den Dreißigjährigen Krieg auslöste. Der Kölner Fenstersturz vom 3. März 1848 war keine Defenestration im eigentlichen Sinne.

## Aktuelle Beispiele
Im Einflussbereich Russlands kommt es auch heute wiederholt zu Fensterstürzen, die in ihrer Häufung auf politische Defenestrationen hindeuten.